# سیارک ۶۵۶۹۶
سیارک ۶۵۶۹۶ (به انگلیسی: 65696 Pierrehenry، نامگذاری:1991TP15) شصت و پنج هزار و ششصد و نود و ششمین سیارک کشف شده‌است که در ۶ اکتبر ۱۹۹۱ کشف شد.